# Поляков, Николай Николаевич (юрист)
Николай Николаевич Поляков (25 февраля (9 марта) 1847 — 29 января (11 февраля) 1902) — юрист, статский советник. Отец Вальтера Полякова.

## Биография
Родился 25 февраля (9 марта) 1847 года в семье надворного советника Николая Григорьевича Полякова (1810—1853). В 1857 году поступил в Училище правоведения, которое закончил в 1868 году с чином IX класса (титулярный советник). В 1869—1870 годах — судебный следователь в г. Ковель Волынской губернии. В 1873—1877 годах служит столоначальником и редактором Распорядительного отдела Министерства юстиции. В 1878 году столоначальник III департамента Сената. С 1881 года — член Изюмского окружного суда, с 1885 года — член Варшавского окружного суда, в 1891—1901 годах — член Московского окружного суда.
Был женат на Анне Хвостовой. Сын — Вальтер Поляков, один из создателей научной организации труда.